# Murvyn Vye
Murvyn Vye (Quincy, Massachusetts, 15 de juliol de 1913 - Pompano Beach, Florida, 17 d'agost de 1976) va ser un actor estatunidenc.

## Filmografia
Filmografia:
- 1947: Golden Earrings, de Mitchell Leisen
- 1949: A Connecticut Yankee in King Arthur's Court de Tay Garnett
- 1952: Camí de Bali (Road to Bali), de Hal Walker
- 1953: Pickup on South Street, de Samuel Fuller
- 1953: Destination Gobi, de Robert Wise
- 1954: Black Horse Canyon de Jesse Hibbs
- 1954: Riu sense retorn (River of No Return), d'Otto Preminger
- 1955: Fugida a Birmània (Escape to Burma), d'Allan Dwan
- 1955: La perla del Pacífic del Sud (Pearl of the South Pacific), d'Allan Dwan
- 1956: The Best Things in Life Are Free, de Michael Curtiz
- 1957: L'illa del vodú (Voodoo Island), de Reginald El Borg
- 1957: Short Cut to Hell, de James Cagney
- 1957: This Could Be the Night, de Robert Wise
- 1960: The Boy and the Pirates, de Bert I. Gordon